# Hagenheim (Hofstetten)
Hagenheim ist ein Ortsteil der Gemeinde Hofstetten im oberbayerischen Landkreis Landsberg am Lech.

## Geografie
Das Kirchdorf Hagenheim liegt circa zwei Kilometer südlich von Hofstetten auf einem breiten Moränenrücken des Ammersee-Gletschers.

## Geschichte
Bereits im 7. Jahrhundert ist durch den Fund einiger Reihengräber am nahegelegenen Egelsee eine Besiedelung nachweisbar. Der Ort selbst entstand vermutlich, wie auch Obermühlhausen und Hofstetten, als Aussiedlung des heutigen Weilers Memming in der Rodungszeit.
Erstmals erwähnt wird Hagenheim im Jahr 943 in einer Schenkungsurkunde des Edlen Durinc als Haginheim. In dieser vermacht er das Dorf dem Kloster Wessobrunn. Der Ortsname stammt aus dem Althochdeutschen und bezeichnet einen umfriedeten Ort.
Zunächst im Einflussbereich der Welfen gelegen, fiel der Ort nach deren Aussterben 1231 an die Wittelsbacher. Bereits 1270 erscheint Hagenheim im Güterverzeichnis des Kastenamtes Landsberg.
Seit dem Hochmittelalter bis zur Säkularisation 1803 hatte das Kloster Wessobrunn umfangreichen Besitz sowie das Patronatsrecht in Hagenheim inne. So sind von den 1552 insgesamt 21 erwähnten Anwesen zwölf dem Kloster Wessobrunn, vier der Stadt Landsberg und zwei der Gemeinde grundbar. Weiterhin sind vier Anwesen selbsteigen, darunter ein Halbhof und drei Sechzehntelhöfe.
Im Jahr 1752 werden bereits 35 Anwesen genannt, 17 sind dem Kloster Wessobrunn, sieben der Gemeinde Hagenheim, je drei der Stadtkammer Landsberg und dem Baron Lösch, zwei dem Jesuitenkolleg Landsberg und jeweils ein Anwesen der Kirche Sandau, dem Kloster Dießen und einschichtig der Hofmark Windach grundbar. Nur noch ein Anwesen ist selbsteigen.
Gerichtlich gehörte das Kirchdorf zum Gebiet Ummendorf des Oberamtes des Landgerichts Landsberg, das sowohl die Niedere wie die Hohe Gerichtsbarkeit innehatte.
Im Zuge der Verwaltungsreformen in Bayern entstand mit dem zweiten Gemeindeedikt von 1818 die Gemeinde Hagenheim im Landgericht Landsberg.
Hagenheim war bis zur Gebietsreform eine eigenständige Gemeinde und wurde am 1. Januar 1972 nach Hofstetten eingemeindet.

## Sehenswürdigkeiten
In Hagenheim befindet sich die katholische Pfarrkirche Maria Rosenkranzkönigin. Die im Kern spätgotische Kirche wurde 1729 barockisiert. Die Deckengemälde stammen von Georg Dötl aus Obermühlhausen, den Hochaltar schmücken Figuren von Lorenz Luidl. Die Dreifaltigkeitskapelle wurde 1620 erbaut.
Siehe auch: Liste der Baudenkmäler in Hagenheim

## Bodendenkmäler
Siehe: Liste der Bodendenkmäler in Hofstetten (Oberbayern)

## Persönlichkeiten
- Basiela Kammerer (1904–1944), Steyler Missionsschwester und Märtyrin